# Lualaba (province)
Pour les articles homonymes, voir Lualaba.
La province du Lualaba est une subdivision située au sud de la république démocratique du Congo. Elle est issue du démembrement de l'ancienne province du Katanga effectivement intervenu en 2015. Elle a pour chef-lieu : Kolwezi.

## Géographie

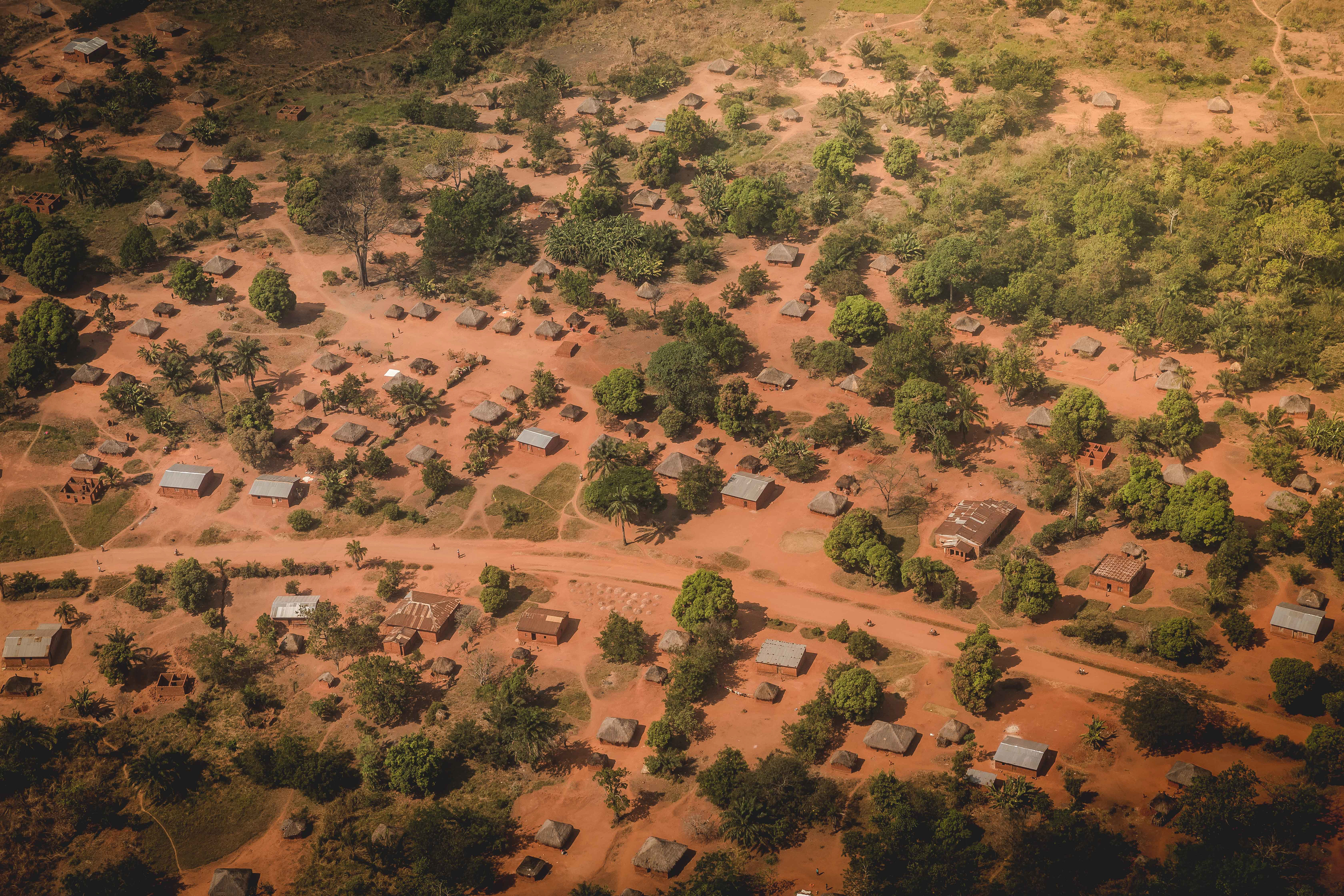
Vue aérienne d'un village isolé;

Située au sud-ouest du pays, elle est limitrophe de 4 provinces rd-congolaises, 3 provinces angolaises et une province zambienne. 
| Lunda-Nord | Kasaï central          | Lomami       |
| Lunda-Sud  | Lualaba                | Haut-Lomami  |
| Moxico     | Province du Nord-Ouest | Haut-Katanga |

## Histoire
Durant la période coloniale sous administration de l'état belge de 1907 à 1960, la région abrite des camps de relégations ! La république démocratique du Congo indépendante instaure la province de Lualaba par la constitution de Luluabourg du 1er août 1964 en son article 4. Elle a pour chef-lieu Kolwezi. En 1966, la IIe République, la transforme en district puis sous-région de la province du Katanga. Au cours des années 70, le district est démembré, les territoires de Mutshatsha et Lubudi sont regroupés avec la ville de Kolwezi en un district urbano-rural de Kolwezi. En application de la constitution de 2006, effective en 2015, les districts de Lualaba et de Kolwezi sont rassemblés dans la nouvelle province de Lualaba. 

## Territoires
Dilolo, Kapanga, Sandoa, Mutshatsha, Lubudi
La province est divisée en une ville et cinq territoires :
| CD72     | Province du Lualaba      | Province du Lualaba | Province du Lualaba | Province du Lualaba |
| Code INS | Subdivision              | Chef-lieu           | Superficie (km²)    | Population          |
| -------- | ------------------------ | ------------------- | ------------------- | ------------------- |
| 7030     | Ville de Kolwezi         | Kolwezi             | 213                 | 453 147             |
| 7033     | Territoire de Mutshatsha | Mutshatsha          | 18 859              | 188 852             |
| 7034     | Territoire de Lubudi     | Lubudi              | 18 939              | 196 338             |
| 7041     | Territoire de Dilolo     | Dilolo              | 25 648              | 317 694             |
| 7042     | Territoire de Sandoa     | Sandoa              | 25 337              | 387 435             |
| 7043     | Territoire de Kapanga    | Kapanga             | 25 509              | 635 388             |

## Politique
En 2016, sont élus gouverneur : Richard Muyej (Alliance pour la majorité présidentielle, puis Front commun pour le Congo) et vice-gouverneur : Masuka Saini Fifi. En 2019, l'assemblée provinciale compte 22 députés dont 20 élus et 2 cooptés. En  septembre 2021, l'assemblée provinciale vote la destitution de Muyej du poste de gouverneur.

## Économie
L'exploitation des gisements riches en métaux non ferreux : cuivre, cobalt, manganèse, or, étain et matériaux industriels : calcaire, quartzite, dolomie, sable, granite, constitue la principale activité économique de la province.